# Broken Safety
Broken Safety – debiutancki album amerykańskiego rapera 40 Cal.. Został wydany w 2006 roku. Sprzedano około 50.000 egzemplarzy w Stanach Zjednoczonych.

## Lista utworów
1. "Broken Safety"
2. "Worried" (feat. Sudaboss)
3. "Pyrexx Vision / Angel Dust"
4. "We Got That Crack"
5. "Runnin' This Rap Shit" (feat. J.R Writer)
6. "Real Bitch" (feat. Freekey Zekey)
7. "Survivor" (feat. Akon)
8. "Weed Song"
9. "TV Show"
10. "Go Get Ya Gunz" (feat. Rod Man)
11. "Quiet Sounds"
12. "You Know Who It Is" (feat. Jay Bezel)
13. "Fuck It All"
14. "Click Clack" (feat. A-Mafia)
15. "Think I'm Not Gangsta"
16. "Sounds Like"
17. "Be Easy"
18. "It's 40"
19. "Sam Scared"
20. "Dear Fan" (feat. Young Ace)